# Shaun Palmer's Pro Snowboarder
Shaun Palmer's Pro Snowboarder est un jeu vidéo de sport (snowboard) édité par Activision, sorti en 2001 sur PlayStation 2, Game Boy Color et Game Boy Advance. Le jeu permet au joueur d'incarner divers snowboarders professionnels dont Shaun Palmer et Shaun White.

## Système de jeu
Le système de jeu est le même que la série des Tony Hawk's Pro Skater, également éditée par Activision, mais adapté au Snowboard.

## Accueil
- Jeuxvideo.com : 16/20 (PS2)[1] - 14/20 (GBA)[2]